# Baia di Maunalua
La baia di Maunalua è un'insenatura della costa sud-orientale dell'isola di Oahu nell'arcipelago delle Hawaii. La baia bagna il tratto di costa compreso tra la Testa di Diamante a ovest e Punta Kwaihoa a est.

## Origine del nome
Il nome Maunalua (da Mauna = montagna e elua = due in lingua hawaiiana) è quello con cui si faceva riferimento all'area circostante Hawaii Kai all'epoca dell'arrivo dei popoli polinesiani alle Hawaii. Le montagne citate nel nome sono la punta Koko (196 metri d'altezza) e il cratere Koko, le cui pareti s'innalzano fino a 368 metri.

## Galleria d'immagini

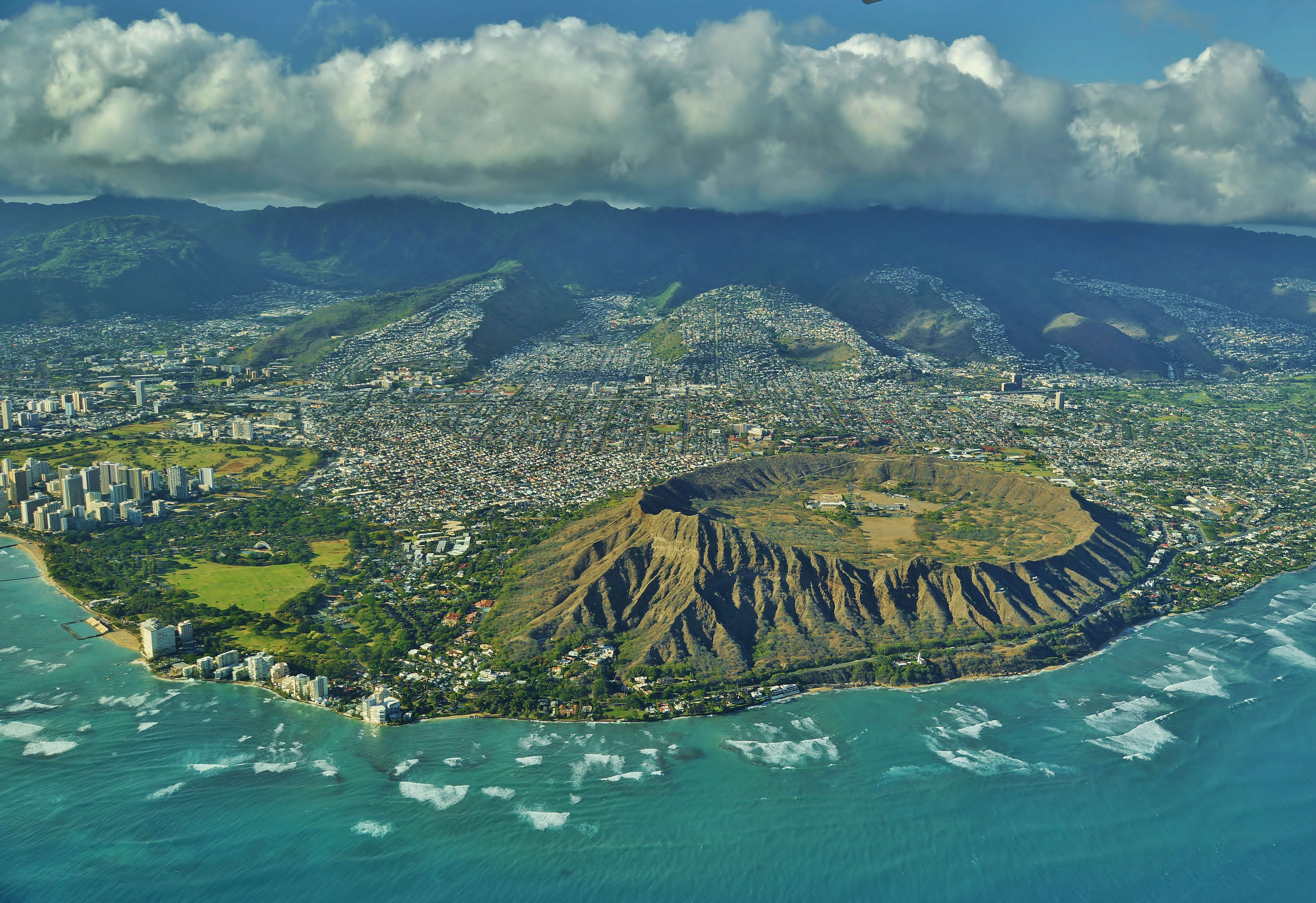
La Testa di Diamante
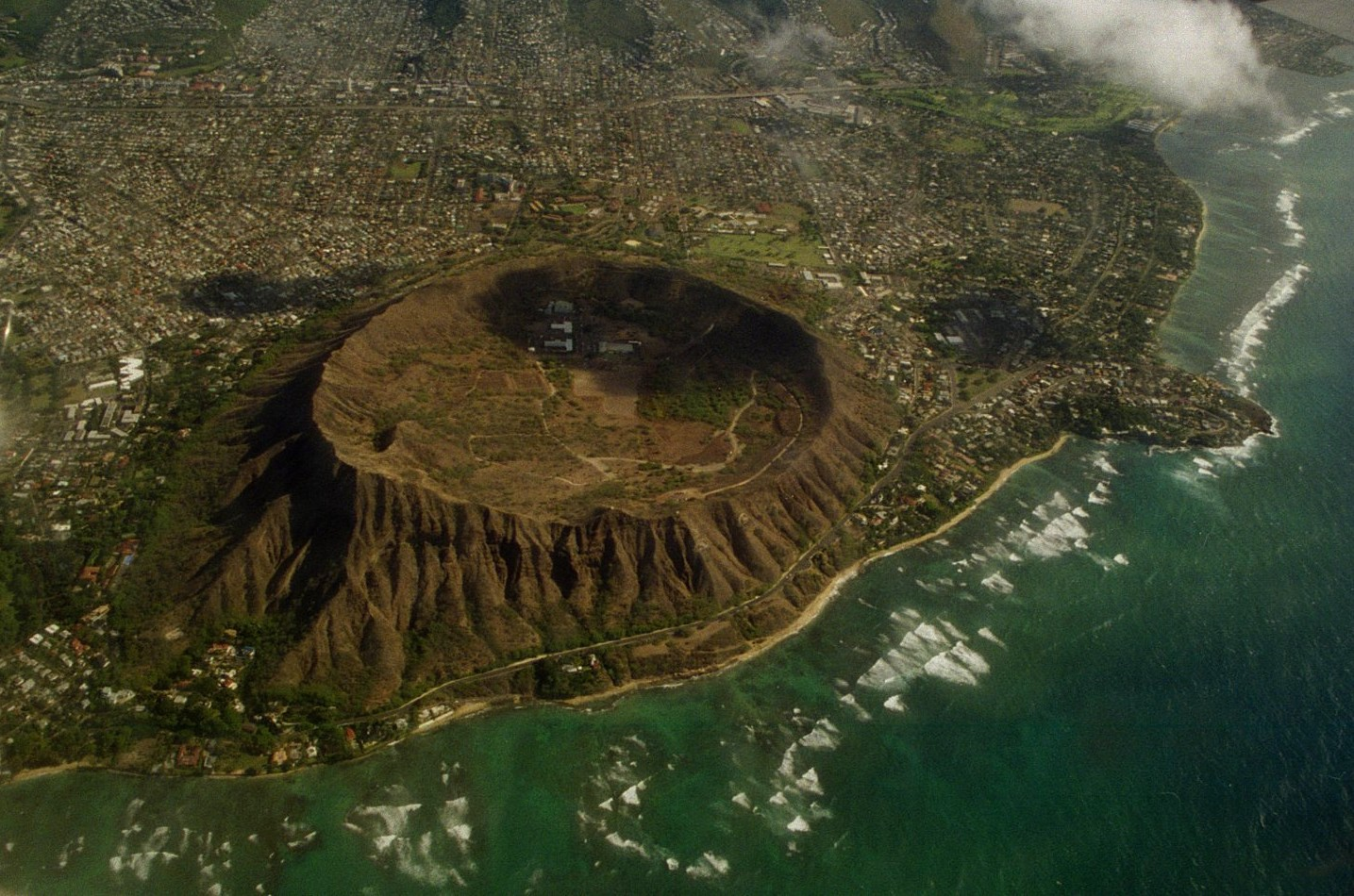
La Testa di Diamante col sobborgo di Kahala (a destra)
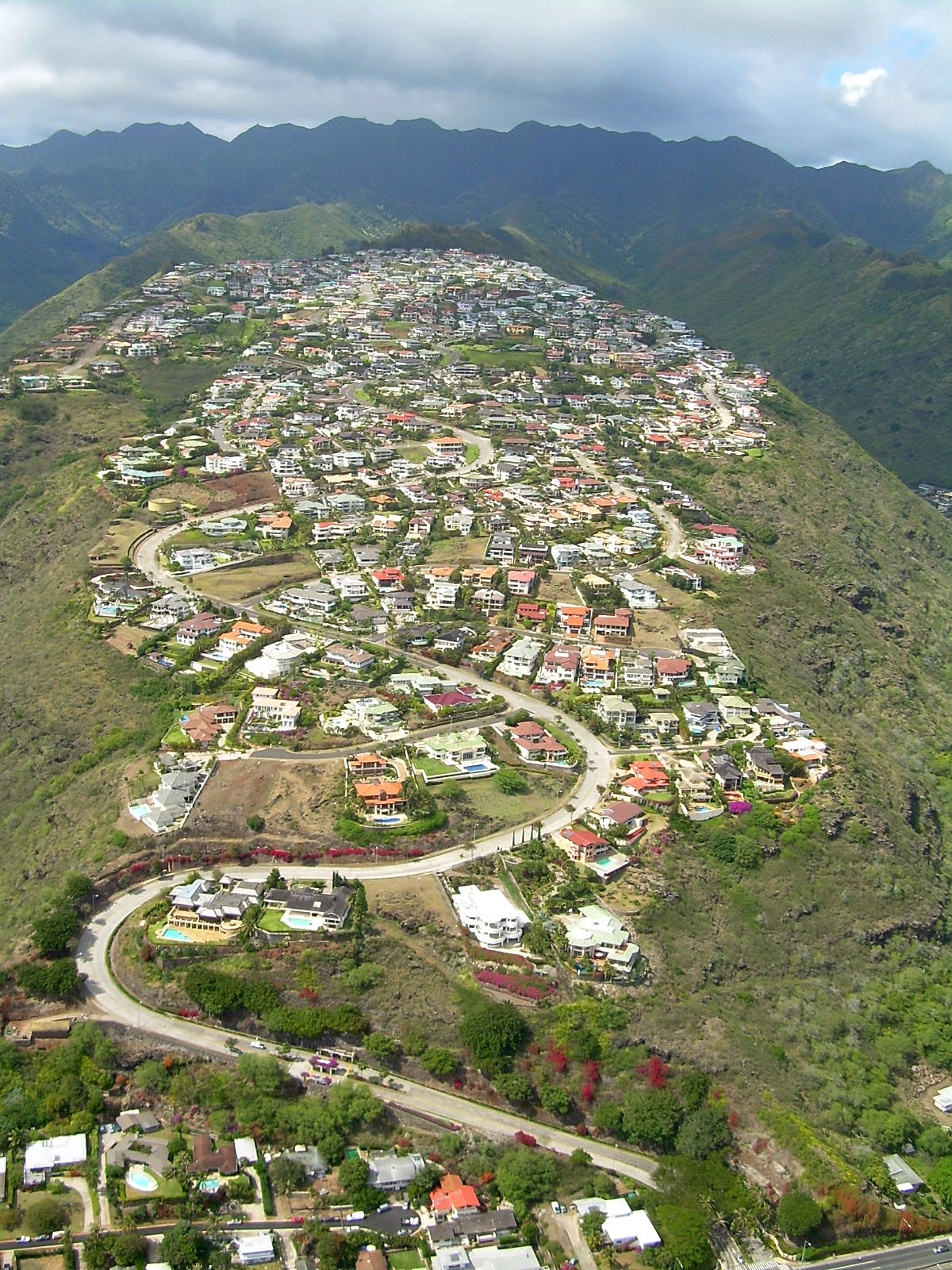
Puuikena Drive, la via principale della cresta Loa
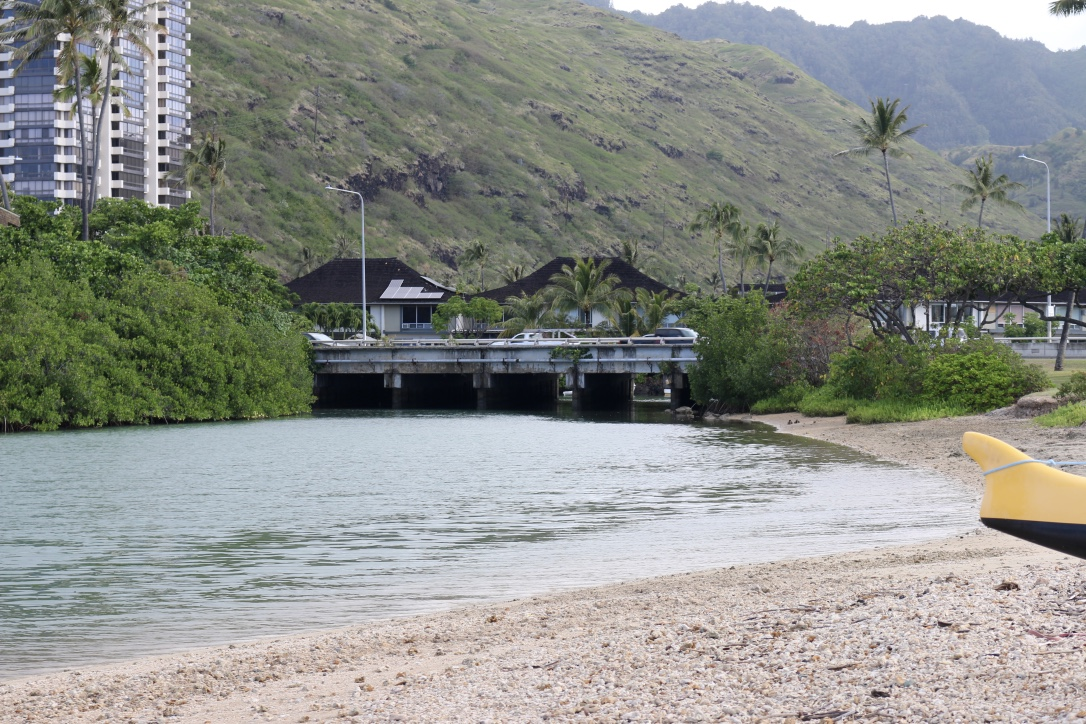
Il ponte tra la baia di Maunalua e Koko Marina
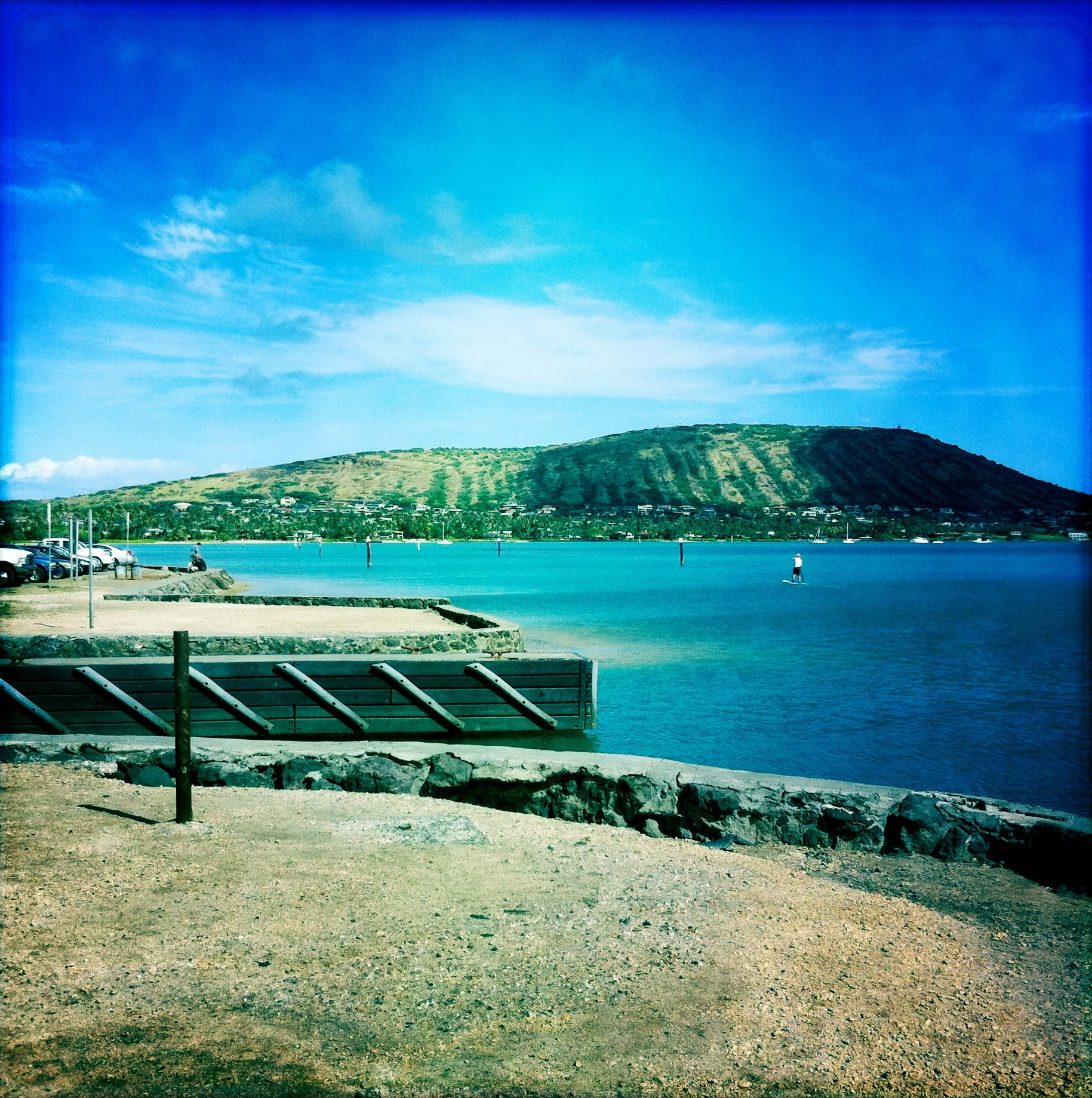
Vista di punta Koko
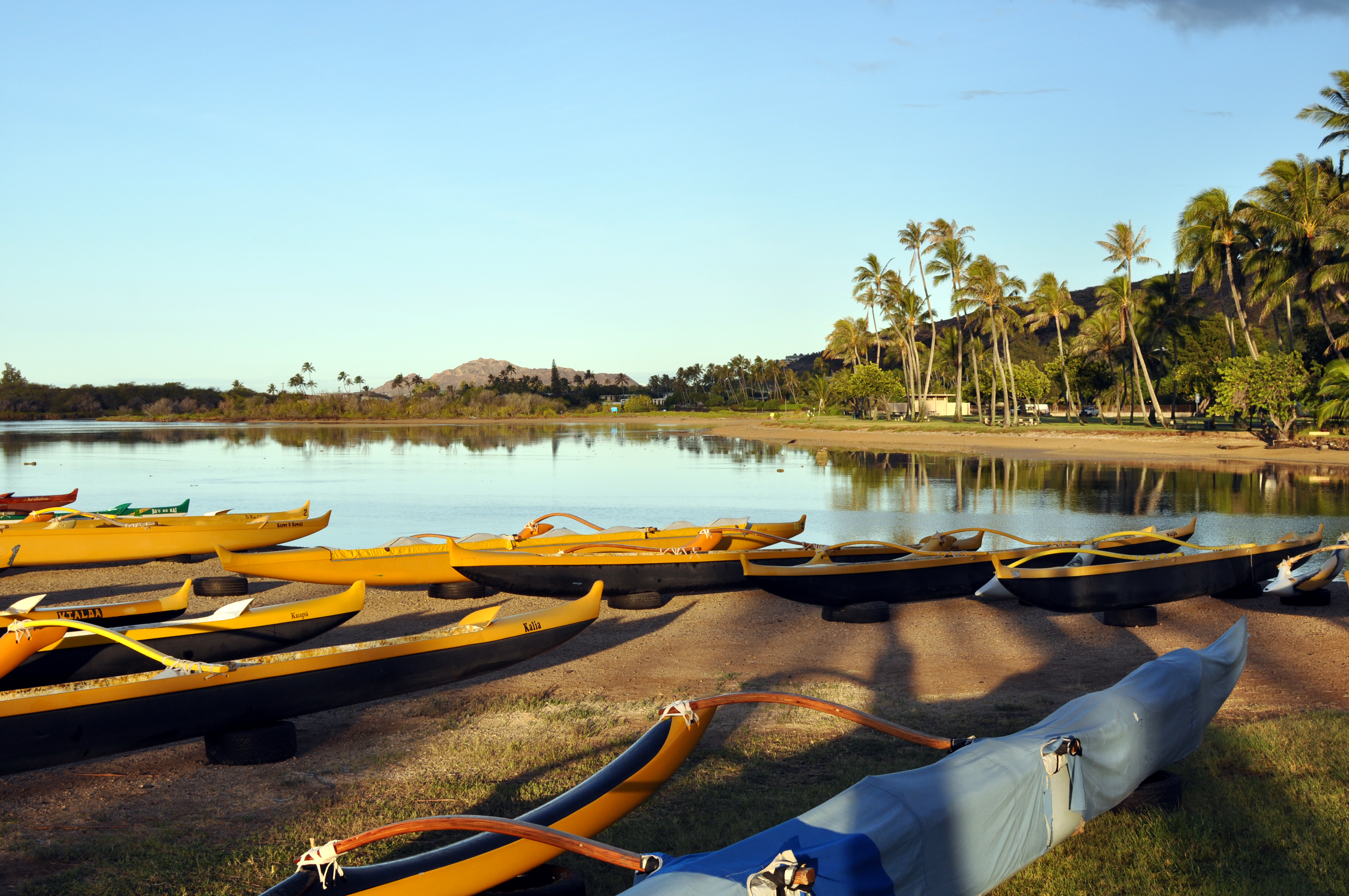
Vista in direzione della Testa di Diamante
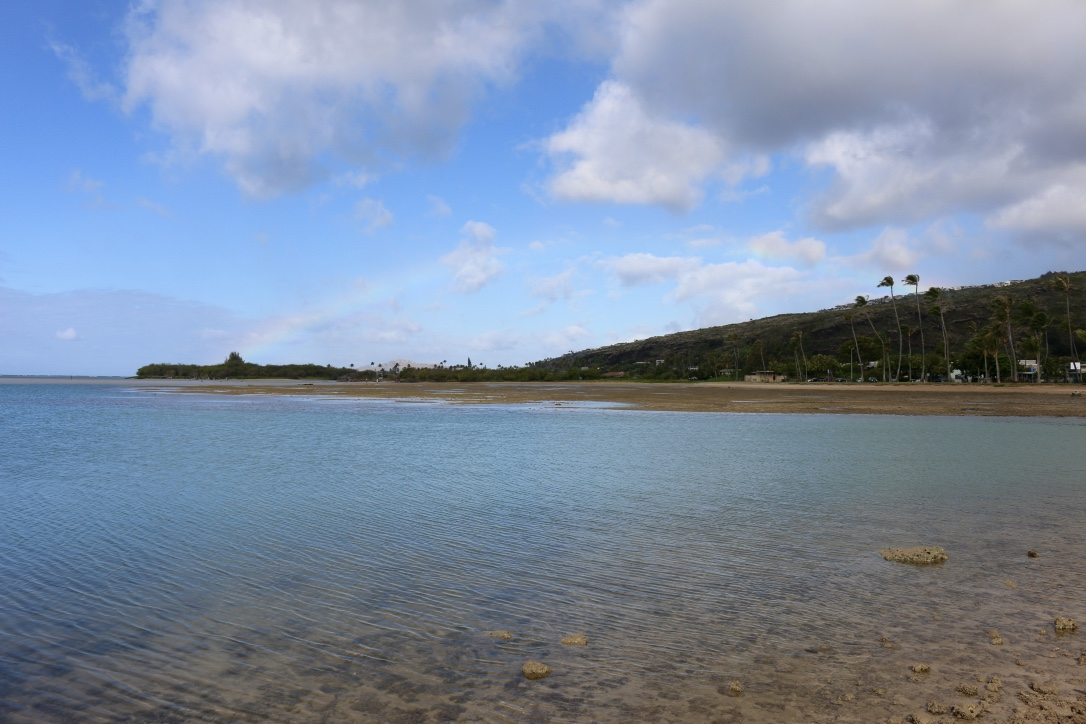
Lato occidentale della baia
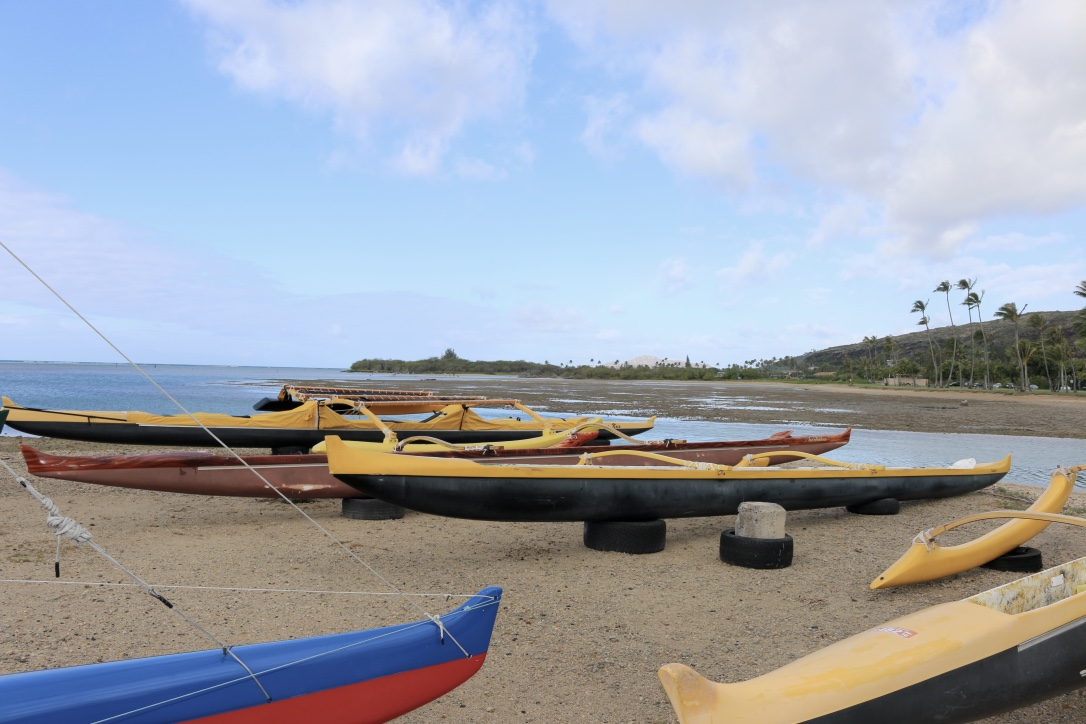
Canoe sulla spiaggia della baia
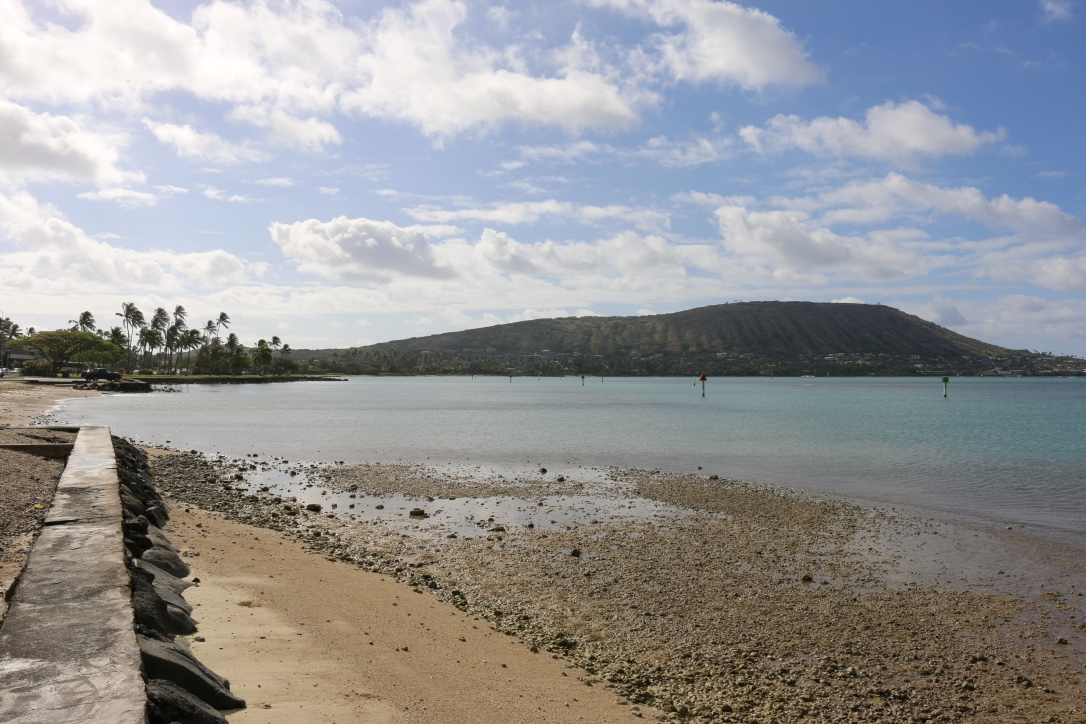
Vista sul lato orientale della baia
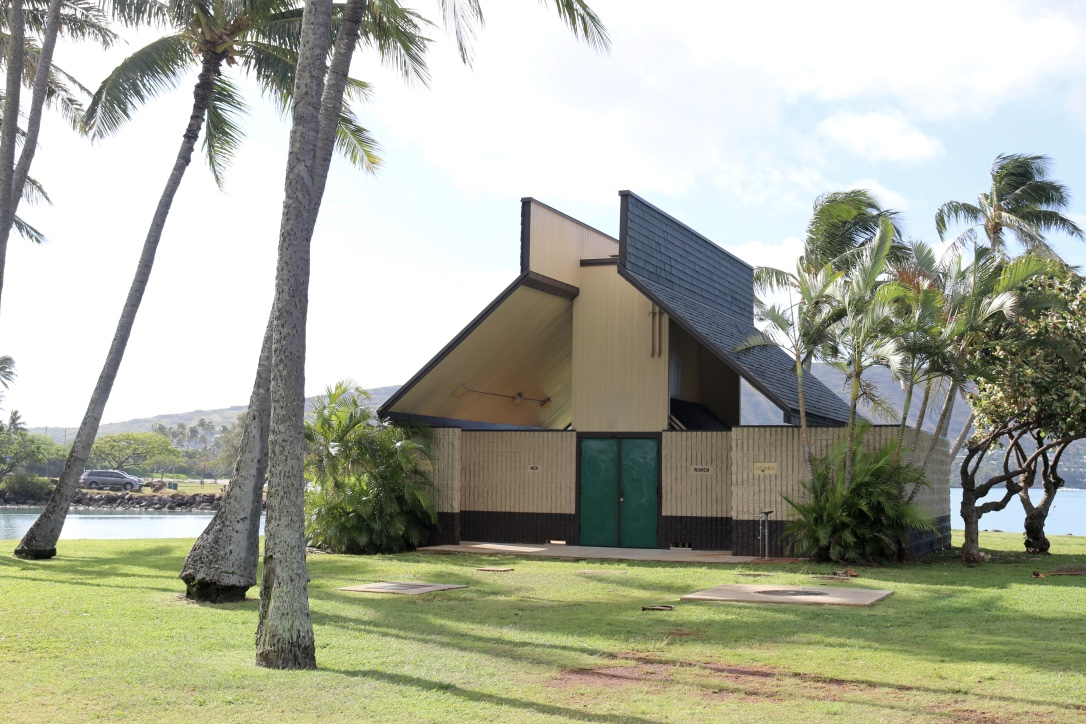
Edificio nel parco della spiaggia di Maunalua